# Show Boat (film, 1936)
Pour les articles homonymes, voir Show Boat.
Pour plus de détails, voir Fiche technique et Distribution.
Show Boat est un film américain réalisé par James Whale, sorti en 1936. Il s'agit d'un film musical s'étendant de la fin des années 1880 à la fin des années 1920. 

## Synopsis

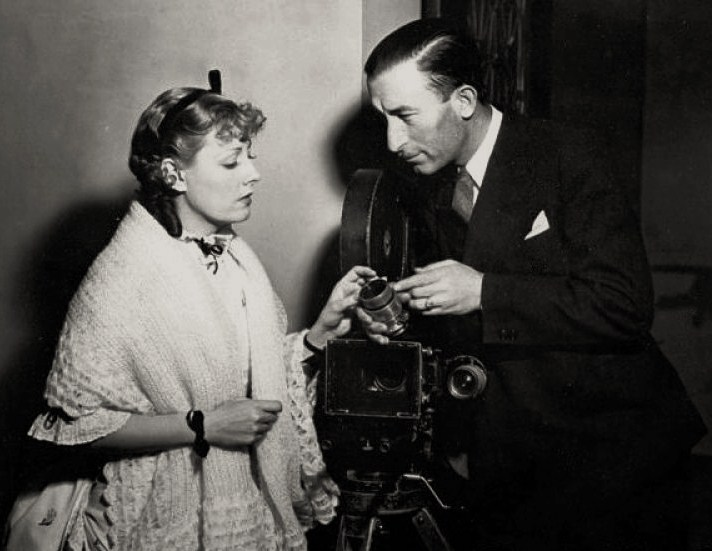
Irene Dunne et le directeur de la photographie John J. Mescall

Magnolia Hawks a 18 ans et travaille sur le bateau spectacle de sa famille, le Cotton Blossom, qui parcourt tout le Mississippi pour présenter des spectacles. Elle rencontre Gaylord Ravenal, un charmant joueur et tombe amoureuse de lui avant de l'épouser. Lorsque nait leur petite fille, le couple quitte le bateau et s'installe à Chicago, où ils vivent des gains de Gaylord au jeu. Après une dizaine d'années, il connaît une série de pertes particulièrement graves et quitte Magnolia, car il se sent coupable de ruiner sa vie à cause de ses pertes. Magnolia est obligée d'élever seule sa petite fille. 
Dans une intrigue parallèle, Julie LaVerne, l'actrice principale du bateau de spectacle, qui est en partie noire mais se fait passer pour blanche, est obligée de quitter le bateau à cause de ses origines, emmenant avec elle Steve Baker, son mari blanc, avec qui, selon la loi de l'État, elle est mariée illégalement. Julie est finalement abandonnée par son mari et devient alcoolique. Pendant ce temps, Magnolia connaît le succès sur les planches à Chicago. 
Vingt-trois ans plus tard, Magnolia et Ravenal se retrouvent au théâtre où Kim, leur fille, joue son premier rôle à Broadway.

## Fiche technique
- Titre : Show Boat
- Réalisation : James Whale
- Scénario : Oscar Hammerstein II, d'après la comédie musicale Show Boat, créée à Broadway en 1927, et le roman éponyme d'Edna Ferber
- Production : Carl Laemmle Jr.
- Société de production : Universal Pictures
- Photographie : John J. Mescall
- Montage : Bernard W. Burton (en) et Ted J. Kent
- Musique : Jerome Kern
- Directeur musical : Victor Baravalle
- Direction artistique : Charles D. Hall
- Costumes : Doris Zinkeisen et Vera West pour Irene Dunne
- Orchestrations : Robert Russell Bennett
- Chorégraphie : LeRoy Prinz
- Pays de production : États-Unis
- Format : Noir et blanc - Son : Mono (Noiseless Western Electric Recording)
- Genre : Film musical et comédie dramatique
- Durée : 113 minutes
- Dates de sortie :
  - États-Unis : 14 mai 1936 (première à New York)
  - États-Unis : 17 mai 1936 (sortie nationale)
  - France : 20 août 1936

## Distribution
- Irene Dunne : Magnolia Hawks
- Allan Jones : Gaylord Ravenal
- Charles Winninger : Capitaine Andy Hawks
- Paul Robeson : Joe Donald Nordley
- Helen Morgan : Julie Laverne
- Helen Westley : Parthy Hawks
- Queenie Smith : Ellie May Chipley
- Sammy White : Frank Schultz
- Donald Cook : Steve Baker
- Hattie McDaniel : Queenie
- J. Farrell MacDonald : Windy McClain
- Arthur Hohl : Pete
- Charles Middleton : Shérif Ike Vallon

Acteurs non crédités
- Betty Brown
- Stanley Fields : L'homme au pistolet
- George Reed : Un vieil homme
- Charles C. Wilson : Jim Green